# Jonas Lönnqvist
Jonas Lönnqvist, född 1782 i Sjundeå, död 1856 i Sjundeå, var en fanbärare i Nylands dragonregemente under Finska kriget.

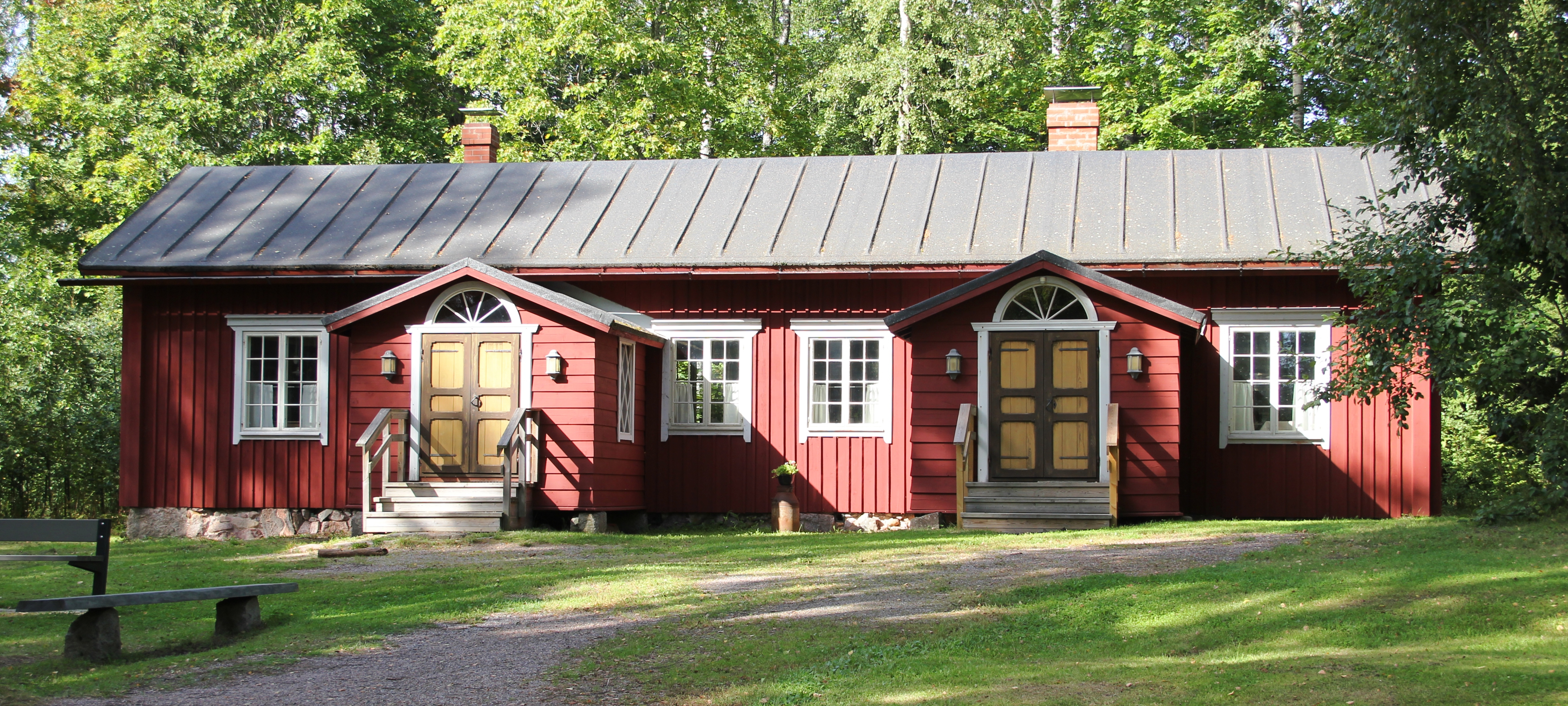
Återuppbyggt Fanjunkars i Sjundeå.

Lönnqvist gifte sig med Maria Göransdotter och paret fick två barn; Axel Lönnqvist och Charlotta Lönnqvist. Familjen bodde i soldattorpet Fanjunkars i Sjundeå som fick sitt namn från Jonas Lönnqvists profession som fanbärare, alltså fanjunkare. Efter Jonas och Maria Lönnqvists bortgång ärvdes torpet av Charlotta Lönnqvist. Familjen är begravt på Sjundeå begravningsplats.

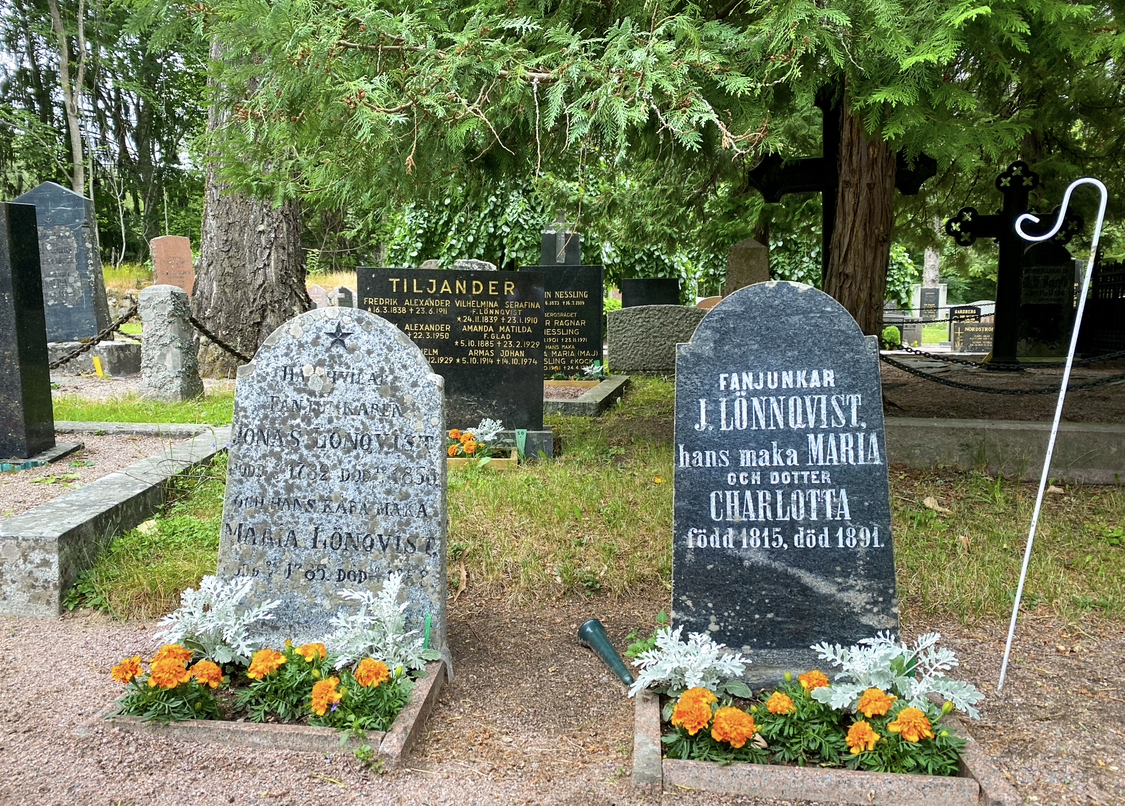
Jonas, Maria och Charlotta Lönnqvists grav på Sjundeå begravningsplats.

Charlotta Lönnqvists lät Finlands nationalförfattare Aleksis Kivi bo på Fanjunkars med henne och det var där Kivi skrev största delen av hela sin produktion.